# Drew Kibler
Andrew Kibler, detto Drew (Carmel, 9 marzo 2000), è un nuotatore statunitense.

## Carriera
Ai Mondiali di Budapest 2022 ha vinto la medaglia d'oro nella staffetta 4x200m stile libero, assieme a Carson Foster, Trenton Julian e Kieran Smith. Nell'estate del 2024 alle Olimpiadi di Parigi si aggiudica la medaglia d'argento nella staffetta 4x200 metri stile libero.

## Palmarès
- Giochi olimpici

Parigi 2024: argento nella 4x200m sl.
- Mondiali

Budapest 2022: oro nella 4x200m sl e bronzo nella 4x100m sl mista.
Fukuoka 2023: argento nella 4x200m sl.
- Mondiali in vasca corta

Melbourne 2022: oro nella 4x200m sl e bronzo nella 4x100m sl.
- Giochi panamericani

Lima 2019: argento nella 4x100m sl e nella 4x200m sl, bronzo nei 200m sl.
- Mondiali giovanili

Indianapolis 2017: argento nella 4x200m sl.